# El dragón de papá (novela)
El dragón de papá, publicada originalmente en inglés como My Father's Dragon, es una novela infantil escrita por Ruth Stiles Gannett, que trata sobre un chico, Elmer Elemento, que huye a la isla Salvaje para rescatar a un bebé dragón. El dragón de papá es la primera parte de una trilogía, que no ha sido traducida completa al castellano, y que se compone de otros dos títulos más: Elmer and the Dragon y The Dragons Of Blueland. Los tres se publicaron juntos bajo en título Three Tales of My Father's Dragon con la ocasión del 50 aniversario. También se ha adaptado al cine, en un anime titulado Elmer's Adventures: My Father's Dragon. 
Es estilo narrativo es bastante inusual, ya que el narrador se refiere al protagonista únicamente como "mi padre", dando la impresión de que se trata de una historia real sucedida tiempo atrás. Los otros dos libros de la trilogía, en cambio, están narrados en tercera persona. 
Incluye ilustraciones en blanco y negro realizadas con crayones sobre papel granulado; las realizó Ruth Chrisman Gannett, que también ilustró otros libros para niños como My Mother is the Most Beautiful Woman in the World, Paco Goes to the Fair, Miss Hickory, Hipo the Hippo, o para mayores como Tortilla Flat, de John Steinbeck y Cream Hill de Lewis Stiles Gannett, padre de la autora y marido de la ilustradora.

## Premios, nominaciones y reconocimientos
El dragón de papá quedó segundo en la competición por la Newbery Medal en 1949, con el que la American Library Association reconoce anualmente el mejor libro infantil del año. El año anterior fue nominado para el Ambassador Book Award. 
Basándose en una encuesta en línea de 2007, la National Education Association lo incluyó en su selección de "Los 100 libros para niños más elegidos por los profesores". En 2012 quedó el número 49 en el listado de mejores libros infantiles de todos los tiempos que publicó la School Library Journal.

## Adaptaciones para cine, televisión o teatro
En 1997, El dragón de papá se convirtió en un anime llamado Elmer's Adventures: My Father's Dragon. Lo protagonizó Yu-ki en el papel de Elmer Elemnto y Megumi Hayashibara como Boris el dragón.
En 2011, Travis Tagart lo adaptó en un musical para niños.
En 2022, Cartoon Saloon y Netflix Animation realizaron una adaptación animada en 2D protagonizada por Jacob Tremblay, Gaten Matarazzo, Ian McShane, Whoopi Goldberg y Yara Shahidi, titulada El dragón de papá.

## Otros formatos
La edición original en inglés de El dragón de papá está disponible en línea y en domino púbilco en: 
A Celebration of Woman Writers. 
Proyecto Gutenberg. 
LibriVox (audiolibro). 